# Epoxid-Äquivalentgewicht
Das Epoxid-Äquivalentgewicht (Abkürzung EEW, englisch Epoxy Equivalent Weight) ist eine Kennzahl für Verbindungen, die Epoxid-Gruppen enthalten. Das Epoxid-Äquivalentgewicht beschreibt diejenige Masse in Gramm, welche ein Mol Epoxidgruppen enthält. Es wird beispielsweise als Kennzahl von Epoxidharzen, für die Anwendung als Klebstoffe, Gießharze oder Lacke, genutzt.

## Bestimmung des Epoxid-Äquivalentgewichtes

### Verfahren A
Für die Bestimmung nach dem Verfahren A wird eine Probe des Harzes mit Chloroform und Eisessig versetzt, die Probe wird unter leichtem Erwärmen aufgelöst. Anschließend werden 10 ml Tetraethylammoniumbromid-Lösung und einige Tropfen Indikator zugegeben. Darauf folgend wird das Gemisch mit Perchlorsäure nach Blau-Grün titriert. Es wird eine Blindprobe in gleicher Weise durchgeführt, jedoch ohne Epoxidharz.
Mit den bestimmten Parametern wird gemäß der folgenden Gleichung das Epoxid-Äquivalentgewicht EEW berechnet. Die Berücksichtigung der Temperatur ist aufgrund des Ausdehnungskoeffizienten der Perchlorsäure notwendig.
{\displaystyle EEW={\frac {M_{E}\cdot 1000}{(a-b)\cdot [1-{\frac {t_{1}-t_{2}}{1000}}]\cdot n}},\quad \left[\mathrm {\frac {g}{mol}} \right]}
mit
{\displaystyle M_{E}}: Einwaage in Gramm
{\displaystyle a}: Verbrauch an Perchlorsäure c(HClO4)=0,1 mol/l in ml des Hauptversuches
{\displaystyle b}: Verbrauch an Perchlorsäure c(HClO4)=0,1 mol/l in ml der Blindprobe
{\displaystyle t_{1}}: Temperatur der Perchlorsäure während der Titration
{\displaystyle t_{2}}: Temperatur der Perchlorsäure während der Einstellung
{\displaystyle n}: Titer der Perchlorsäure c(HClO4)=0,1 mol/l
Bei der Reaktion aus Tetraethylammoniumbromid mit Perchlorsäure entsteht Bromwasserstoff, welcher mit den vorhandenen Epoxid-Gruppen abreagiert. Sobald kein Bromwasserstoff mehr verbraucht wird schlägt der Indikator über den fallenden pH-Wert an.

### Verfahren B
Für die Bestimmung nach dem Verfahren B wird eine Probe des Harzes mit einem Überschuss an Salzsäure versetzt. Der nicht verbrauchte Überschuss wird titriert. Die Probe wird in Methylethylketon gelöst und anschließend mit einem definierten Volumen an MEK/HCl-Lösung versetzt (Überschuss an HCl). Die Probe wird für 30–45 Minuten ruhen gelassen und anschließend mit 3 ml VE-Wasser versetzt. Man titriert mit einer KOH-Lösung (0,1 mol/l) gegen den zugesetzten Indikator Kresolrot. Es wird ebenfalls mit einer Blindprobe gearbeitet. Das Epoxid-Äquivalentgewicht EEW wird gemäß der folgenden Gleichung berechnet.
{\displaystyle EEW={\frac {M_{E}\cdot 10}{(a-b)\cdot F}},\quad \left[\mathrm {\frac {g}{mol}} \right]}
mit
{\displaystyle M_{E}} Einwaage in Gramm
{\displaystyle a} Verbrauch an Kaliumhydroxidlösung c(KOH)=0,1 mol/l in ml der Blindprobe
{\displaystyle b} Verbrauch an Kaliumhydroxidlösung c(KOH)=0,1 mol/l in ml des Hauptversuches
{\displaystyle F} Faktor der Kaliumhydroxidlösung c(KOH)=0,1 mol/l
Bei der Reaktion von Salzsäure und Epoxiden bildet sich Chlorhydrin, wodurch die zu titrierende Menge an Salzsäure bei Vorhandensein von Epoxidgruppen geringer ausfällt.

## Andere gängige Einheiten und Angaben

### Epoxid-Zahl
Die Epoxid-Zahl EZ gibt an, wie viel Gramm Epoxid-Gruppen 100 g Epoxidharz enthalten. Epoxid-Gruppen wiegen 43 g/mol. Die Umrechnung zwischen Epoxid-Äquivalentgewicht und Epoxid-Zahl erfolgt gemäß der folgenden Gleichung.
{\displaystyle EEW={\frac {43\cdot 100}{EZ}}\Leftrightarrow EZ={\frac {43\cdot 100}{EEW}}}

### Epoxid-Wert
Der Epoxidwert EW ist der Kehrwert der Epoxid-Zahl und beschreibt damit die Anzahl an Epoxid-Gruppen, welche in 100 g Harz enthalten sind. Die Umrechnung zwischen Epoxid-Äquivalentgewicht und Epoxid-Wert erfolgt gemäß der folgenden Gleichung.
{\displaystyle EW={\frac {100}{EEW}}\Leftrightarrow EEW={\frac {100}{EW}}}

### Epoxid-Index
Der Epoxid-Index EI gibt im Unterschied zum Epoxid-Wert die Anzahl an Epoxid-Gruppen an, welche in 1 kg Harz enthalten sind. Die Umrechnung zwischen Epoxid-Äquivalentgewicht und Epoxid-Index erfolgt gemäß der folgenden Gleichung.
{\displaystyle EI={\frac {1000}{EEW}}\Leftrightarrow EEW={\frac {1000}{EI}}}

### Epoxid-Sauerstoff
Der Epoxid-Sauerstoff ES gibt an, wie viel Gramm Epoxid-Sauerstoff (Also die Masse des Sauerstoffs, welcher über Epoxid-Gruppen im Harz vorliegt) pro 100 g Harz enthalten sind. Die Umrechnung zwischen Epoxid-Äquivalentgewicht und Epoxid-Sauerstoff erfolgt gemäß der folgenden Gleichung.
{\displaystyle ES={\frac {100\cdot 16}{EEW}}\Leftrightarrow EEW={\frac {100\cdot 16}{ES}}}

## Weitere Literatur
- DIN EN ISO 7142
- DIN EN ISO 3001
- H. Kittel, Lehrbuch der Lacke und Beschichtungen, Band 2, 2. Auflage, S. Hirzel, Stuttgart 1998, S. 267–318